# Friedrich Nasse
Friedrich Werner Heinrich Nasse (*  16. August 1859 in Rostock; † 13. Juni 1920 in Kiel) war ein deutscher Landrat.

## Leben
Nasse war der Sohn des Professors für Nationalökonomie Erwin Nasse und dessen Frau Hermine, geb. Hogendorp. Sein Großvater war der Internist und Psychiater Christian Friedrich Nasse. 1860 zog die Familie nach Bonn, wo der Vater an die Universität berufen wurde.
Von 1868 bis 1877 besuchte Friedrich Nasse das Königlich-Preußische Gymnasium. Von 1877 bis 1881 studierte er Jura an den Universitäten Bonn und Heidelberg. Sein Referendariat leistete er beim Amtsgericht in Weißenfels und am Landgericht in Halle a.S. ab. 1883 wechselte er dann in den Verwaltungsdienst und begann ein Regierungsreferendariat in Koblenz, das ihn auch nach Frankfurt a. O., Erfurt, Stettin, Kreuznach und Zell an der Mosel führte. 1886 bestand Nasse die Große Staatsprüfung und wurde an das Königliche Regierungspräsidium nach Kassel versetzt. 1889 wurde er dann als Nachfolger von Ludwig von Reventlow kommissarischer Landrat im Kreis Husum. 1890 wurde Nasse zum Landrat ernannt, er wohnte im Schloss vor Husum.
Nasses Amtsführung war autokratisch, er legte sich mehrmals mit seinen Vorgesetzten an und geriet öfter mit den Husumer Bürgermeistern Emanuel Gurlitt und Lothar Engelbert Schücking aneinander, ebenso mit dem Husumer Propst und Hauptpastor Georg Sieveking.
Während Nasses Zeit als Landrat wurde die Eisenbahnlinie Kiel–Rendsburg–Husum ausgebaut, die Husumer Schleuse neu gebaut und vertieft und die Infrastruktur sowie die Befestigung und der Schutz der Inseln und Halligen wurden ausgebaut.
Nach dem Kapp-Putsch 1920 wurde gegen Nasse ein Amtsenthebungsverfahren eingeleitet, da der Verdacht bestand, er habe den Putsch unterstützt. Nasse wurde vom Amt suspendiert. Zur selben Zeit war er schwer an Krebs erkrankt und starb schon zwei Monate später. Er wurde auf dem Neuen Friedhof in Husum begraben, die Grabstätte wurde 1980 aufgegeben. Die Grabtafel befindet sich in den Beständen des Kreisarchivs Husum. Der Kreis Husum errichtete im Juli 1920 eine Stiftung zum Gedenken an Friedrich Nasse, aus der Witwen und Familienangehörige von Kreisbeamten unterstützt werden sollten.

## Auszeichnungen
- Rot-Kreuz-Medaille III. Klasse (1899)
- Roter Adlerorden IV. Klasse (1903)
- Königlicher Kronen-Orden III. Klasse (1913)